# Mistrzostwa Świata w Lekkoatletyce 1983 – bieg na 200 m kobiet

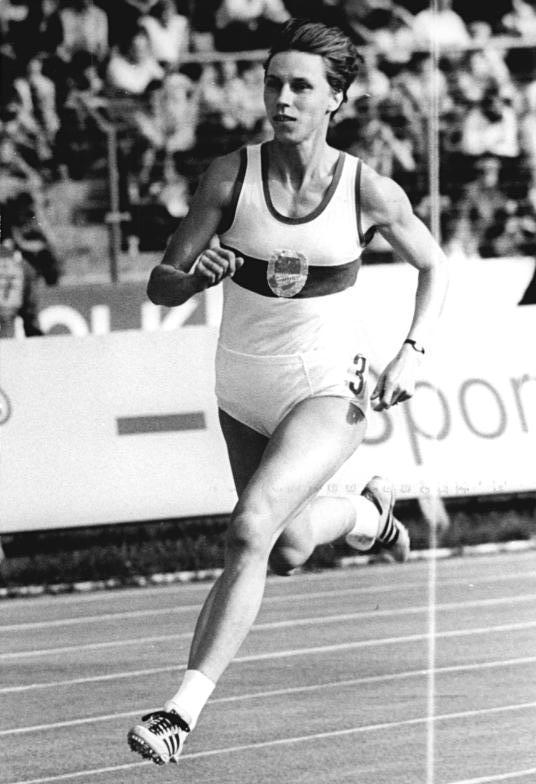
Mistrzyni świata Marita Koch

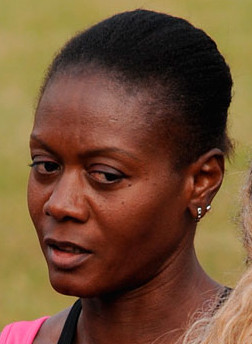
Wicemistrzyni świata Merlene Ottey

Bieg na 200 metrów kobiet – jedna z konkurencji biegowych rozgrywanych podczas lekkoatletycznych mistrzostw świata w 1983 na Stadionie Olimpijskim w Helsinkach.

## Terminarz
| Data        |              |
| ----------- | ------------ |
| 12 sierpnia | Eliminacje   |
| 12 sierpnia | Ćwierćfinały |
| 13 sierpnia | Półfinały    |
| 14 sierpnia | Finał        |

## Rekordy
|               | Zawodniczka | Wynik | Miejsce         | Data                 |
| ------------- | ----------- | ----- | --------------- | -------------------- |
| Rekord świata | Marita Koch | 21,71 | Karl-Marx-Stadt | 10 czerwca 1979(dts) |

## Wyniki

### Eliminacje
Rozegrano 6 biegów eliminacyjnych. Z każdego biegu cztery najlepsze zawodniczki automatycznie awansowały do ćwierćfinałów (Q). Skład ćwierćfinalistek uzupełniło osiem najszybszych sprinterek spoza pierwszej czwórki ze wszystkich biegów eliminacyjnych (q).

### Bieg 1
| Poz. | Imię i nazwisko | Narodowość      | Wynik | Uwagi |
| ---- | --------------- | --------------- | ----- | ----- |
| 1    | Joan Baptiste   | Wielka Brytania | 23,34 | Q     |
| 2    | Marita Koch     | NRD             | 23,59 | Q     |
| 3    | Liliane Gaschet | Francja         | 23,60 | Q     |
| 4    | Lydia de Vega   | Filipiny        | 24,45 | Q     |
| 5    | Félicite Bada   | Benin           | 26,98 |       |
| 6    | Marjorie Gentle | Belize          | 27,90 |       |
| 7    | Annah Mathunjwa | Suazi           | 29,38 |       |

### Bieg 2
| Poz. | Imię i nazwisko        | Narodowość                 | Wynik | Uwagi |
| ---- | ---------------------- | -------------------------- | ----- | ----- |
| 1    | Florence Griffith      | Stany Zjednoczone          | 23,05 | Q     |
| 2    | Marie-Christine Cazier | Francja                    | 23,55 | Q     |
| 3    | Angela Bailey          | Kanada                     | 23,93 | Q     |
| 4    | Ruperta Charles        | Antigua i Barbuda          | 24,11 | Q     |
| 5    | Koumba Kante           | Gwinea                     | 27,86 |       |
| 6    | Rose Phillips-King     | Brytyjskie Wyspy Dziewicze | 28,50 |       |
| –    | Amie Ndow              | Gambia                     | DQ    |       |

### Bieg 3
| Poz. | Imię i nazwisko   | Narodowość          | Wynik   | Uwagi |
| ---- | ----------------- | ------------------- | ------- | ----- |
| 1    | Kathy Cook        | Wielka Brytania     | 23,20 w | Q     |
| 2    | Marisa Masullo    | Włochy              | 23,37 w | Q     |
| 3    | Nadeżda Georgiewa | Bułgaria            | 23,53 w | Q     |
| 4    | Štěpánka Sokolová | Czechosłowacja      | 23,82 w | Q     |
| 5    | Rufina Ubah       | Nigeria             | 24,12 w | q     |
| 6    | Margarita Grun    | Urugwaj             | 24,84 w | q     |
| 7    | Sandra Liburd     | Saint Kitts i Nevis | 26,13 w |       |
| 8    | Cornelia Baptiste | Saint Lucia         | 26,29 w |       |

### Bieg 4
| Poz. | Imię i nazwisko  | Narodowość          | Wynik | Uwagi |
| ---- | ---------------- | ------------------- | ----- | ----- |
| 1    | Grace Jackson    | Jamajka             | 23,09 | Q     |
| 2    | Ewa Kasprzyk     | Polska              | 23,21 | Q     |
| 3    | Anelija Nunewa   | Bułgaria            | 23,31 | Q     |
| 4    | Ute Thimm        | RFN                 | 23,56 | Q     |
| 5    | Sandra Whittaker | Wielka Brytania     | 23,63 | q     |
| 6    | Mo Myong-hee     | Korea Południowa    | 24,63 | q     |
| 7    | Evelyne Farrell  | Antyle Holenderskie | 25,52 | q     |
| 8    | Florence Gaza    | Wyspy Salomona      | 30,43 |       |

### Bieg 5
| Poz. | Imię i nazwisko    | Narodowość        | Wynik | Uwagi |
| ---- | ------------------ | ----------------- | ----- | ----- |
| 1    | Merlene Ottey      | Jamajka           | 23,23 | Q     |
| 2    | Iryna Olchownikowa | ZSRR              | 23,65 | Q     |
| 3    | Helinä Marjamaa    | Finlandia         | 23,82 | Q     |
| 4    | Dorthe Rasmussen   | Dania             | 23,84 | Q     |
| 5    | Lena Möller        | Szwecja           | 23,99 | q     |
| 6    | Elanga Buala       | Papua-Nowa Gwinea | 25,59 | q     |
| 7    | Judith Nimpaye     | Burundi           | 30,25 |       |

### Bieg 6
| Poz. | Imię i nazwisko    | Narodowość        | Wynik | Uwagi |
| ---- | ------------------ | ----------------- | ----- | ----- |
| 1    | Randy Givens       | Stany Zjednoczone | 23,01 | Q     |
| 2    | Jelena Winogradowa | ZSRR              | 23,37 | Q     |
| 3    | Denise Boyd        | Australia         | 23,38 | Q     |
| 4    | Pauline Davis      | Bahamy            | 23,57 | Q     |
| 5    | Mary Mensah        | Ghana             | 24,91 | q     |
| 6    | Marisol Garcia     | Nikaragua         | 25,92 |       |
| 7    | Marie-Ange Wirtz   | Seszele           | 26,13 |       |

### Ćwierćfinały
Rozegrano 4 biegi ćwierćfinałowe. Z każdego biegu 4 najlepsze zawodniczki awansowały do półfinałów (Q).

### Bieg 1
| Poz. | Imię i nazwisko    | Narodowość | Wynik | Uwagi |
| ---- | ------------------ | ---------- | ----- | ----- |
| 1    | Grace Jackson      | Jamajka    | 23,06 | Q     |
| 2    | Anelija Nunewa     | Bułgaria   | 23,22 | Q     |
| 3    | Denise Boyd        | Australia  | 23,28 | Q     |
| 4    | Iryna Olchownikowa | ZSRR       | 23,48 | Q     |
| 5    | Dorthe Rasmussen   | Dania      | 23,61 |       |
| 6    | Ute Thimm          | RFN        | 23,68 |       |
| 7    | Lydia de Vega      | Filipiny   | 24,16 |       |
| –    | Mary Mensah        | Ghana      | DNS   |       |

### Bieg 2
| Poz. | Imię i nazwisko        | Narodowość       | Wynik | Uwagi |
| ---- | ---------------------- | ---------------- | ----- | ----- |
| 1    | Kathy Cook             | Wielka Brytania  | 22,78 | Q     |
| 2    | Ewa Kasprzyk           | Polska           | 22,93 | Q     |
| 3    | Helinä Marjamaa        | Finlandia        | 23,11 | Q     |
| 4    | Nadeżda Georgiewa      | Bułgaria         | 23,14 | Q     |
| 5    | Marie-Christine Cazier | Francja          | 23,30 |       |
| 6    | Štěpánka Sokolová      | Czechosłowacja   | 23,75 |       |
| 7    | Margarita Grun         | Urugwaj          | 24,59 |       |
| 8    | Mo Myong-hee           | Korea Południowa | 24,74 |       |

### Bieg 3
| Poz. | Imię i nazwisko   | Narodowość          | Wynik | Uwagi |
| ---- | ----------------- | ------------------- | ----- | ----- |
| 1    | Merlene Ottey     | Jamajka             | 22,38 | Q     |
| 2    | Florence Griffith | Stany Zjednoczone   | 22,55 | Q     |
| 3    | Angela Bailey     | Kanada              | 23,25 | Q     |
| 4    | Marisa Masullo    | Włochy              | 23,58 | Q     |
| 5    | Sandra Whittaker  | Wielka Brytania     | 23,58 |       |
| 6    | Pauline Davis     | Bahamy              | 23,64 |       |
| 7    | Rufina Ubah       | Nigeria             | 24,72 |       |
| –    | Evelyne Farrell   | Antyle Holenderskie | DNS   |       |

### Bieg 4
| Poz. | Imię i nazwisko    | Narodowość        | Wynik | Uwagi |
| ---- | ------------------ | ----------------- | ----- | ----- |
| 1    | Marita Koch        | NRD               | 23,03 | Q     |
| 2    | Joan Baptiste      | Wielka Brytania   | 23,29 | Q     |
| 3    | Liliane Gaschet    | Francja           | 23,38 | Q     |
| 4    | Randy Givens       | Stany Zjednoczone | 23,43 | Q     |
| 5    | Lena Möller        | Szwecja           | 23,56 |       |
| 6    | Jelena Winogradowa | ZSRR              | 23,60 |       |
| 7    | Ruperta Charles    | Antigua i Barbuda | 24,09 |       |
| –    | Elanga Buala       | Papua-Nowa Gwinea | DNS   |       |

### Półfinały
Rozegrano 2 biegi półfinałowe. Z każdego biegu 4 najlepsze zawodniczki awansowały do finału (Q).

### Bieg 1
| Poz. | Imię i nazwisko    | Narodowość        | Wynik   | Uwagi |
| ---- | ------------------ | ----------------- | ------- | ----- |
| 1    | Florence Griffith  | Stany Zjednoczone | 22,41 w | Q     |
| 2    | Kathy Cook         | Wielka Brytania   | 22,57 w | Q     |
| 3    | Anelija Nunewa     | Bułgaria          | 22,62 w | Q     |
| 4    | Grace Jackson      | Jamajka           | 22,76 w | Q     |
| 5    | Helinä Marjamaa    | Finlandia         | 22,86 w |       |
| 6    | Denise Boyd        | Australia         | 23,26 w |       |
| 7    | Marisa Masullo     | Włochy            | 23,26 w |       |
| 8    | Iryna Olchownikowa | ZSRR              | 23,38 w |       |

### Bieg 2
| Poz. | Imię i nazwisko   | Narodowość        | Wynik | Uwagi |
| ---- | ----------------- | ----------------- | ----- | ----- |
| 1    | Marita Koch       | NRD               | 22,67 | Q     |
| 2    | Merlene Ottey     | Jamajka           | 22,68 | Q     |
| 3    | Angela Bailey     | Kanada            | 22,82 | Q     |
| 4    | Ewa Kasprzyk      | Polska            | 23,02 | Q     |
| 5    | Joan Baptiste     | Wielka Brytania   | 23,24 |       |
| 6    | Nadeżda Georgiewa | Bułgaria          | 23,26 |       |
| 7    | Randy Givens      | Stany Zjednoczone | 23,34 |       |
| 8    | Liliane Gaschet   | Francja           | 23,37 |       |

### Finał
| Poz. | Imię i nazwisko   | Narodowość        | Wynik |
| ---- | ----------------- | ----------------- | ----- |
| 1    | Marita Koch       | NRD               | 22,13 |
| 2    | Merlene Ottey     | Jamajka           | 22,19 |
| 3    | Kathy Cook        | Wielka Brytania   | 22,37 |
| 4    | Florence Griffith | Stany Zjednoczone | 22,46 |
| 5    | Grace Jackson     | Jamajka           | 22,63 |
| 6    | Anelija Nunewa    | Bułgaria          | 22,68 |
| 7    | Angela Bailey     | Kanada            | 22,93 |
| 8    | Ewa Kasprzyk      | Polska            | 23,03 |